# 淨琉璃 (電影)
《淨琉璃》，2002年上映的日本電影，為日本導演北野武自編自導的劇情片，久石讓配樂，西島秀俊主演，入圍第59屆威尼斯影展主競賽片。此片亦是北野武自1991年《那年夏天，寧靜的海》之後，再度挑戰愛情題材電影。

## 劇情
松本（西島秀俊 飾）決定和社長的千金結婚，背叛了未婚妻佐和子（菅野美穗 飾）。婚禮當天，松本從朋友中得知，佐和子因為被松本拋棄而企圖自殺，雖救回一命卻因此而精神喪失並失去記憶。內心自責的松本，離家出走並帶著佐和子流浪，為了怕精神喪失的佐和子獨自行動而發生危險，松本拿繩子將自己和佐和子牢牢繫在一起……。
溫井（武重勉 飾）迷戀著人氣偶像春奈（深田恭子 飾），每天腦海盡是春奈的身影。某日，春奈因為車禍，弄瞎了一隻眼睛，並因此而無法繼續當偶像，也逐漸消失在大眾的視野前。即便如此，依舊愛著春奈的溫井，則決定採取某個行動……。
每週星期六，良子（松原智惠子 飾）都坐在公園椅子上等待著昔日戀人。而因為年歲增長，一位無法再混跡黑道的前任大哥，則在因緣際會下與公園的良子相識……。

## 主要角色
- 松本：西島秀俊
- 佐和子：菅野美穗
- 大哥：三橋達也（日语：三橋達也）、津田寬治（日语：津田寛治）（年輕時期）
- 良子：松原智惠子、大家由祐子（日语：大家由祐子）（年輕時期）
- 春奈：深田恭子
- 溫井：武重勉
- 松本的父親：清水章吾（日语：清水章吾）
- 松本的母親：金澤碧（日语：金沢碧）
- 松本的同事：大森南朋
- 松本的朋友：大塚義孝（日语：大塚よしたか）
- 佐和子的父親：野村信次（日语：野村信次）
- 佐和子的母親：中村萬里（日语：中村万里）
- 佐和子的朋友：西尾まり、矢川純一郎
- 春奈的母親：吉澤京子（日语：吉沢京子）
- 春奈的姑姑：岸本加世子（日语：岸本加世子）
- 春奈的經紀人：大杉漣
- 青木：北鄉淳（日语：アル北郷）
- 殺手：ガンビーノ小林、茂呂師岡（日语：モロ師岡）
- 黑道：桐生康詩（日语：桐生コウジ）

## 獎項
- 大馬士革國際影展最優秀作品獎
- 第4回文化廳優秀電影獎・長篇電影部門優秀電影獎
- 第12回東京體育電影大獎（日语：東京スポーツ映画大賞）

作品賞
助演女優賞（菅野美穗）
- 第27回報知電影獎助演女優賞（菅野美穗）
- 2002年金箭獎（日语：ゴールデン・アロー賞）（菅野美穗）

## 外部連結
- 《淨琉璃》官方網站
- 互联网电影数据库（IMDb）上《Dolls》的资料（英文）
- 爛番茄上《淨琉璃》的資料（英文）